# Dendrocnide moroides
Dendrocnide moroides, llamada comúnmente gimpi gimpi, yimpi yimpi o el aguijón del suicidio, es una especie del género Dendrocnide nativo de las selvas tropicales del norte y este de Australia, las islas Molucas e Indonesia. Es conocida por sus pelos urticantes que cubren toda la planta e introducen en la piel una potente neurotoxina cuando se tocan las hojas o ramas. Es la especie más virulenta del género.

## Descripción
Arbusto o pequeño árbol de entre 1 a 10 m de altura, generalmente de tallo único. Las hojas tienen forma acorazonada, entre 10 a 25 cm de largo por 8 a 20 cm de ancho, con peciolos de 10 a 20 cm de largo y márgenes finamente dentados. Ambas caras de la hoja, así como tallos y frutos, están cubiertas por pelos urticantes.  La inflorescencia es una panícula ramificada de flores hermafroditas de a 15 cm de largo y 8 cm de ancho. Es la única especie del género en la que las flores femeninas rodean a las masculinas. El fruto es un aquenio ovoide de unos 2 por 1,5 mm parcialmente encerrado en un perianto velludo; el peciolo engrosado también tiene pelos urticantes de color púrpura.

## Toxicidad
Cada pelo hueco termina en una punta de sílice, una especie de bulbillo que se rompe al contacto con la piel e inyecta la toxina. La picadura causa una sensación muy dolorosa que puede durar días o incluso años y la zona lesionada se cubre de manchas rojas pequeñas que se unen para formar una masa roja e hinchada. La picadura puede llegar a ser lo suficientemente potente como para matar animales -perros y caballos- y humanos que hayan sufrido un contacto grave con la planta. La toxina que causa este efecto es la moroidina, un octapéptido bicíclico que contiene un enlace CN inusual entre el triptófano y la histidina. Una vez aislado se demostró que es el compuesto responsable de la larga duración de las picaduras. Puede tratarse la piel con la aplicación de una solución de ácido hidroclórico (diluido 1:10 en el volumen) y la aplicación y posterior retiro de una tira de depilación cera que extrae los pelos urticantes. Nunca debe frotarse la piel tras la picadura porque los pelos se parten y se hace muy difícil eliminarlos.